# Continua Health Alliance
Continua Health Alliance är en internationell organisation med företagsmedlemmar, som utvecklar system för elektroniska apparater som övervakar individers hälsa och kondition. 
Continua Health Alliance består av företag inom hälsovård, industriell kommunikation, farmaci och tillverkning av friskvårdsprodukter. Syftet är att utveckla system för individuell hälso- och friskvård. Continua Health Alliance tillhörde grundarna av Personal Connected Health Alliance.
Continua Health Alliances riktlinjer i version 1, som offentliggjordes i juni 2009, baseras på vanliga konnektivitetsstandarder som Bluetooth radiokommunikation och USB för trådförbindelser. Continua Health Alliance certifierade sin första produkt, en mobil pulsoximeter av märket Nonin, med USB, i januari 2009.
För Continua Health Alliances riktlinjer i version 2 valdes radiokommunikationsprotokollen Bluetooth low energy och ZigBee. Bluetooth Low Energy ska användas för mobila lågenenergiapparater och ZigBee för lågenergisensorer i nätverk som ska medge independent living.

## Medlemmar
Personal Connected Health Alliance har drygt 80 företag som medlemmar.